# Bissell
Bissell – obszar niemunicypalny w hrabstwie Kern, w Kalifornii (Stany Zjednoczone), na wysokości 772 m. Znajduje się 21 km na północny wschód od Rosamond.